# Max Dehn
Max Wilhelm Dehn (Hamburgo, 13 de novembro de 1878 — Black Mountain, 27 de junho de 1952) foi um matemático alemão e aluno de David Hilbert.
Conhecido por seus trabalhos sobre geometria, topologia e teoria geométrica de grupos. Dentre seus estudantes destacam-se Ott-Heinrich Keller, Ruth Moufang, Wilhelm Magnus e Dorothea Rockburne.
Resolveu o terceiro problema de Hilbert.

## Biografia
Max Dehn nasceu em uma família judia em Hamburgo, no período do Império Alemão.
Ele estudou os princípios da geometria com David Hilbert na Universidade de Gottingen em 1899, quando descobriu uma prova para o Teorema da curva de Jordan para polígonos. Em 1900, Dehn escreveu sua dissertação sobre o papel do Teorema de Saccheri-Legendre na geometria axiomática. Entre 1900 e 1911, ele trabalhou como pesquisador na Universidade de Münster, onde ele resolveu, logo em seu primeiro, o terceiro problema de Hilbert ao apresentar o que depois seria chamado de Teorema de Dehn. Essa foi a primeira solução para a lista de 23 problemas propostos por Hilbert.
Depois, Dehn passou a se interessar por topologia e teoria combinatória de grupos.